# Rockingham Whigs
Les Whigs Rockingham (ou Rockingham ) étaient une faction des Whigs dirigée par Charles Watson-Wentworth, 2e marquis de Rockingham, de 1762 environ à sa mort en 1782. Les Rockingham Whigs ont brièvement occupé le pouvoir de 1765 à 1766, puis en 1782, étant dans l'opposition la plupart du temps. 

## Histoire
La faction a vu le jour en 1762, à la suite du limogeage du gouvernement du duc de Newcastle et de la démission d'un grand nombre de partisans de ce dernier par son successeur, Lord Bute, dans le « massacre des innocents pélhamites. » 
Pendant de nombreuses années, Newcastle et son frère Henry Pelham ont dominé le Parlement et le gouvernement grâce à leur maîtrise du favoritisme et de la "vieille corruption", à un point tel que le roi George II s'est révélé incapable de se passer de leurs services, même quand il le souhaitait. Lorsque le nouveau roi, George III, accéda au trône en 1760, il était déterminé à réaffirmer le pouvoir royal et à retirer le mécanisme de favoritisme des mains de Newcastle et de sa faction. Après leur chute du pouvoir, Newcastle et ses derniers loyalistes se sont réunis pour s'opposer à Bute et affirmer ce qu'ils croyaient être des principes whigs remontant aux conflits politiques du siècle précédent. La faction était fortement dominée par de riches aristocrates et, à cause de l'âge avancé de Newcastle, le leadership effectif fut rapidement confié à un très riche jeune aristocrate, le marquis de Rockingham, qui donna bientôt son nom au groupe. 
Bien que les Rockingham Whigs aient été brièvement au pouvoir en 1765, à la suite de la chute du ministère de George Grenville, ce ministère était basé sur une relation compliquée avec la Couronne et s'était effondré un an plus tard. 
En fait, la faction a montré moins d'intérêt à occuper des postes qu'à empêcher une réaffirmation du pouvoir royal. Ils étaient prêts à s’unir à des réformateurs de toutes sortes pour préserver le règlement constitutionnel de 1689. Mais leur caractère essentiellement aristocratique et oligarchique les empêche de collaborer avec les réformateurs du " Country Party" prônant des mesures radicales ou populistes (Elofson 1989). Ils se sont également opposés à la position britannique qui a conduit à la révolution américaine et ont cherché une réconciliation après celle-ci. 
L'écrivain et philosophe Edmund Burke, qui était secrétaire particulier de Rockingham, était l'un des principaux porte-parole de la faction à la Chambre des communes (O'Gorman 1967). 
Ils ne sont pas favorables aux objectifs constitutionnels irlandais mais, lorsqu'ils sont hors du pouvoir, ils utilisent les problèmes irlandais pour embarrasser le gouvernement. Pendant le gouvernement de Rockingham en 1765–1766, sa faction était généralement hostile au parti des patriotes irlandais, mais sous l'administration de Lord North en 1770–1782, elle appuya les accusations de mauvaise gestion des affaires irlandaises formulées par les Patriotes. A nouveau au pouvoir en 1782, ils firent des concessions à la demande des Patriotes en faveur de l'indépendance législative irlandaise. Ils ont cherché et n'ont pas réussi à obtenir une solution permanente qui aurait impliqué un contrôle britannique sur la politique extérieure et un contrôle irlandais sur les affaires intérieures. Ils ont également échoué à mettre en œuvre les modèles de parti britannique en Irlande. Rockinghamites Charles James Fox et Burke ont été activement impliqués dans les questions irlandaises, déclare Powell, le premier de manière opportuniste, le dernier ayant un réel intérêt pour la réforme. 
En 1782, ils s'associèrent à d'autres membres de l'opposition pour renverser le gouvernement du Nord, qui surveillait la guerre américaine depuis le début et était accusé de la reddition de l'armée britannique à Yorktown. Le nouveau gouvernement était dirigé par Rockingham et a commencé à rechercher des conditions de paix, jetant les bases du traité de Paris conclu en 1783. La mort inattendue de Rockingham, en juillet 1782, a entraîné une scission au sein du nouveau gouvernement. Certains Rockingham Whigs sont restés au pouvoir sous le nouveau gouvernement de Lord Shelburne, tandis que d'autres sont entrés dans l'opposition dirigée par Charles James Fox et Edmund Burke. Après la mort de Rockingham, le duc de Portland est devenu le chef du parti Rockingham Whig. 

## Membres éminents
- Charles Watson-Wentworth
- Thomas Pelham-Holles

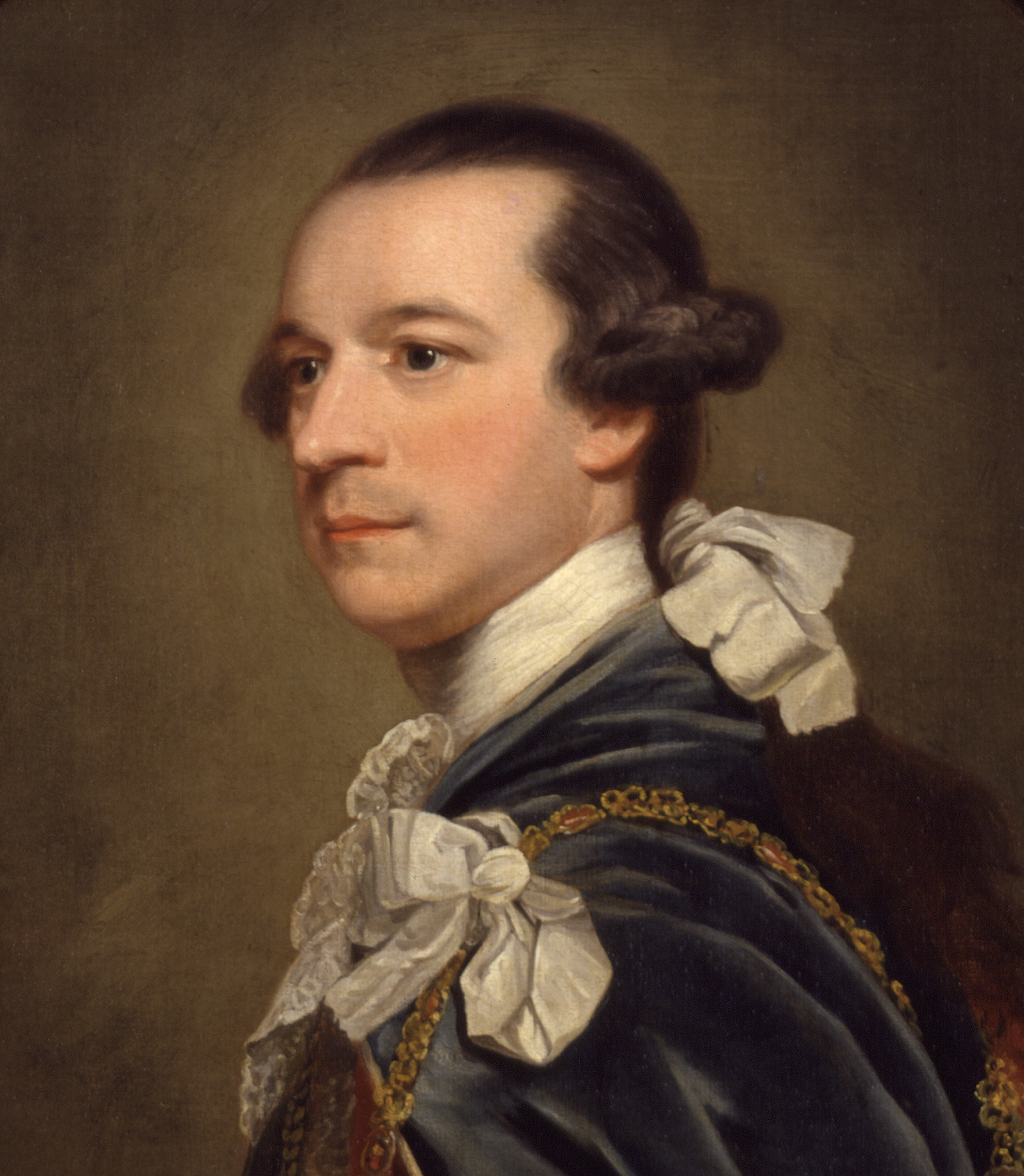
Lord Rockingham, qui a dirigé les Whigs Rockingham

- Augustus FitzRoy (3e duc de Grafton)
- Charles Lennox (3e duc de Richmond)
- William Cavendish (4e duc de Devonshire)
- William Cavendish-Bentinck (3e duc de Portland)
- George Keppel (3e comte d'Albemarle)
- William Ponsonby (2e comte de Bessborough)
- Philip Yorke (1er comte de Hardwicke)
- Philip Yorke (2e comte de Hardwicke)
- John Cavendish
- Henry Seymour Conway
- William Dowdeswell
- Edmund Burke
- Augustus Keppel
- Charles James Fox
- Charles Yorke
- Charles Saunders (amiral)

## Sources
- Elofson, W. M. (Feb 1989), "The Rockingham Whigs and the Country Tradition", Parliamentary History, 8 (1): 90–115
- O'Gorman, Frank (Apr 1967), "Party and Burke: The Rockingham Whigs", Government & Opposition, 3 (1): 92–110

- Elofson, W. M. (Oct 1989), "The Rockingham Whigs in Transition: The East India Company Issue 1772–1773", English Historical Review, 104 (413): 947–974, JSTOR 572789
- Powell, Martyn J. (Nov 2002), "British Party Politics and Imperial Control: The Rockingham Whigs and Ireland 1765–1782", Parliamentary History, 21 (3): 325–50